# Collegium Vocale Gent

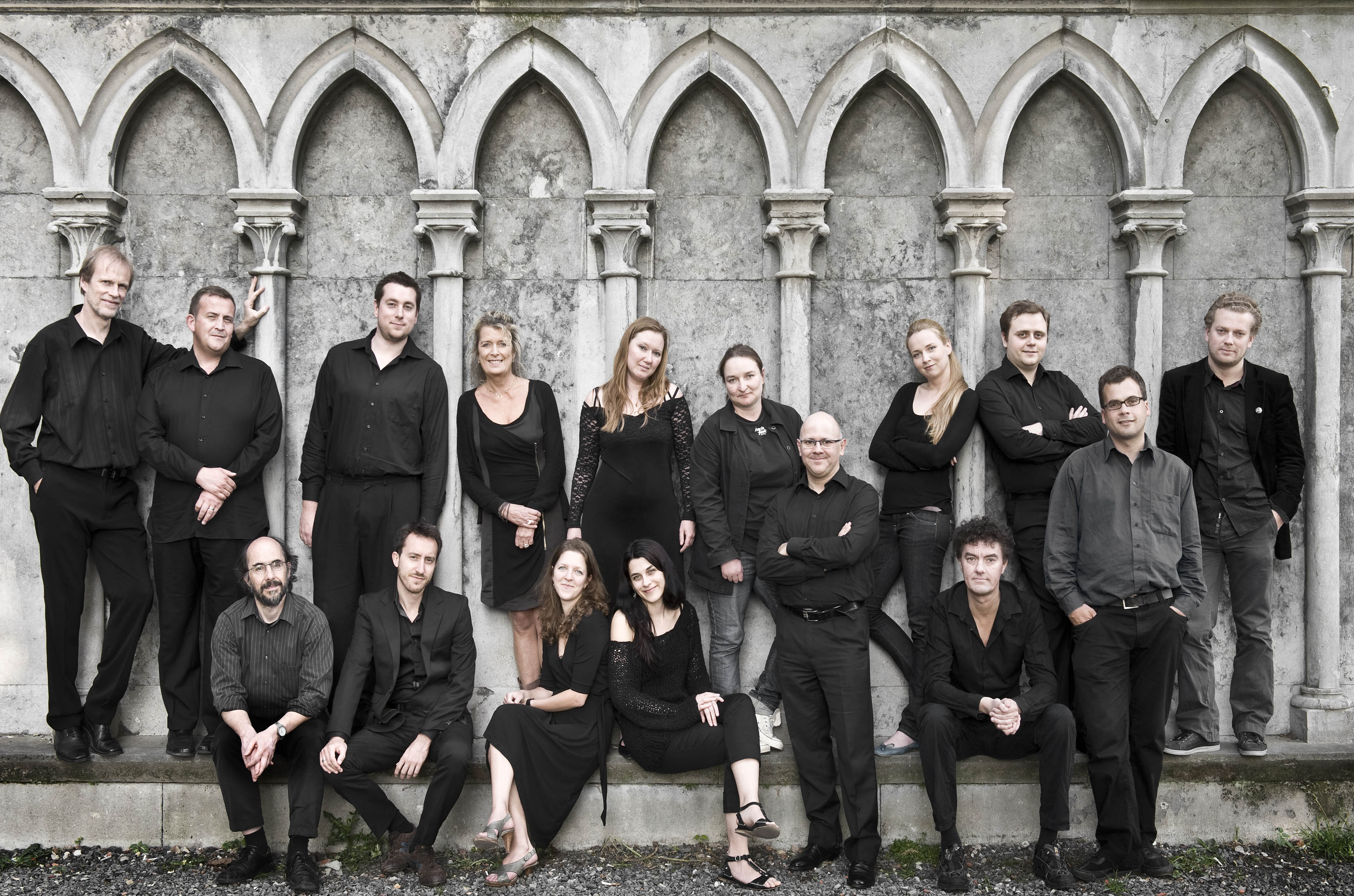
Хоровая группа «Collegium Vocale Gent»

Collegium Vocale Gent — бельгийский ансамбль старинной музыки, включающий камерный хор и камерный оркестр на «исторических» инструментах (так называемый барочный оркестр). Основан в 1970 в Генте. Один из старейших ныне существующих ансамблей, работающих в стилистике аутентичного исполнительства. Ансамбль частично финансируется государственными и общественными организациями Бельгии.

## Краткая характеристика
Камерный хор под названием Collegium vocale основал в 1970 году в Генте видный аутентист Филипп Херревеге, с целью преимущественного исполнения вокальной музыки барокко. В 2-й половине 1980-х гг. коллектив был расширен за счёт ансамбля старинных инструментов, при этом старый «вокальный» бренд (Collegium vocale) был сохранён, с добавлением «географического» уточнения (Collegium vocale Gent). На некоторых альбомах вокальный Collegium Vocale и инструментальный Collegium Vocale Orchestra указаны как два разных коллектива.
Международную известность хору «Collegium vocale» Херревеге принесло участие в грандиозном проекте аудиозаписи полного собрания кантат И. С. Баха, организованном Г.Леонхардтом совместно с Н.Арнонкуром в 1970 году. Collegium vocale записывался в рамках этого проекта с 1976 по 1989 годы (впервые в кантатах № 66-67). Дирижировал «своими» кантатами всюду Леонхардт, а Херревеге обозначен как «хормейстер».
В 1980-х и 1990-х гг. Collegium vocale часто выступал и записывался совместно с парижским аутентичным ансамблем Херревеге La Chapelle Royale. Из многочисленных записей коллектива наиболее распространены записи кантатно-ораториальной музыки И. С. Баха. По необходимости Херревеге выделяет из хора группу вокалистов и записывает с ней (не наделяя группу каким-либо специальным брендом) также ансамблевую духовную музыку эпохи Возрождения и раннего барокко, например, Т. Л. де Виктории, К. Джезуальдо, У. Бёрда, О. Лассо.
Collegium vocale — участник многих международных музыкальных фестивалей, в том числе, Би-Би-Си Промс (неоднократно, с 1996), барочной музыки в Амброне (2016), старинной музыки в Инсбруке (2001), летнего фестиваля Les Académies Musicales в Сенте. Гастролировал во всём мире, в том числе неоднократно (с 2004) в России.

## Избранная дискография
В арсенале Collegium Vocale Gent более 80 альбомов (LP и CD).

### Самостоятельные записи
- 1976*: К. Монтеверди. Selva morale e spirituale (с оркестром Т. Копмана «Musica Antiqua Amsterdam»)
- 1977*: Жоскен. Палестрина. Свелинк и др. Мотеты (LP Alpha Brussels — DB 252)
- 1979: О. Лассо. Moduli quinis vocibus 1571 (пятиголосные мотеты, при участии Детского хора Ганновера)
- 1979: Лассо. Cantiones sacrae (при участии Детского хора Ганновера и ансамбля «Гесперион XX» Ж.Саваля)
- 1981*: Ж. Жиль. Реквием (при участии оркестра «Musica Antiqua Köln»)
- 1984: И. С. Бах. Страсти по Матфею (при участии парижского оркестра Королевской капеллы)
- 1987: И. С. Бах. Страсти по Иоанну (при участии парижского оркестра Королевской капеллы)
- 1988: И. С. Бах. Месса h-moll (первая запись Collegium Vocale с собственным оркестром)
- 1989: И. С. Бах. Мессы BWV 234, 235
- 1990: И. С. Бах. Мессы BWV 233, 236
- 1991: К. Ф. Э. Бах. Рождественская и Вознесенская оратории (с Оркестром века Просвещения)
- 1994: Г. Шютц. Маленькие духовные концерты (сб. мотетов)
- 1997: Г. Пёрселл. 2 оды св. Цецилии
- 1998: И. С. Бах. Страсти по Матфею (вторая запись «Страстей по Матфею» Херревеге)
- 1999: Немецкие кантаты до Баха (Тундер, Брунс, Кунау, Граупнер)
- 2001: И. С. Бах. Страсти по Иоанну (вторая запись «Страстей по Иоанну» Херревеге)
- 2002: И. С. Бах. Магнификат (вторая запись Магнификата Херревеге) и Кантата № 63
- 2005 Г. Шютц. Opus ultimum (Псалом 119). Псалом 100. Немецкий магнификат (+ Concerto Palatino)
- 2007: Лассо. Cantiones sacrae (вторая запись)
- 2011: И. С. Бах. Большие мотеты BWV 225—230 (вторая запись баховских мотетов Херревеге)
- 2011: Т. Л. де Виктория. Officium defunctorum (заупокойный оффиций и реквием)
- 2012: К. Джезуальдо. Респонсории (полный комплект)
- 2013: У. Бёрд. Месса «Infelix ego». Мотеты
- 2015: Й. Гайдн. Оратория «Сотворение мира» (при участии «Orchestre des Champs Elysées»)

### Записи с участиемLa Chapelle Royale
- 1983: И.Брамс. Мотеты
- 1984: Ф.Мендельсон-Бартольди. Мотеты и псалмы. Sechs Sprüche op. 79
- 1985: Бах. Большие мотеты BWV 225—230 (при участии хора и оркестра Королевской капеллы)
- 1986: К.Монтеверди. Вечерня Девы Марии (при участии ансамбля духовых «Saqueboutiers de Toulouse»)
- 1987: Мендельсон. Псалмы № 42, 115 (при участии «Ensemble Orchestral de Paris»)
- 1989: А.Брукнер. Месса e-moll. Мотеты (с участием «Ensemble Musique Oblique»)
- 1990: Бах. Кантаты BWV 21, 42
- 1990: Бах. Магнификат BWV 243. Кантата BWV 80
- 1992: Люлли. Армида (вторая, полная, запись оперы)
- 1992*: Моцарт. Месса c-moll KV 427 (при участии «Orchestre des Champs Elysées»)
- 1994: Мендельсон. Сон в летнюю ночь
- 1995: Мендельсон. Св. Павел (при участии «Orchestre des Champs Elysées»)
- 1996: В. А. Моцарт. Реквием
- 1996: Бах. Месса h-moll (вторая запись Мессы h-moll Херревеге)
- 1996: И.Брамс. Немецкий реквием (при участии «Orchestre des Champs Elysées»)
- 1997: Г.Берлиоз. Оратория «Детство Христа» (при участии «Orchestre des Champs Elysées»)
- 1997: Бах. Кантаты BWV 35, 54, 170
- 1998: Бах. Кантаты BWV 8, 125, 138
- 2001: Г.Форе. Реквием, op.48 (вторая запись, при участии «Orchestre des Champs Elysées»)

### Записи баховских кантат под руководством Г.Леонхардта
- 1976: Кантаты № 66, 67
- 1977: Кантаты № 73, 74, 75, 77, 79
- 1987: Кантаты № 180, 181, 184
- 1988: Кантаты № 187, 195
- 1989: Кантаты № 197, 198

### Записи с другими дирижёрами
- 1981: Моцарт. Тамос, царь Египта (с оркестром Консертгебау, дир. Н.Арнонкур)